# Four Letter Word
«Four Letter Word» es un sencillo promocional de la banda británica de rock Beady Eye, el cual salió en su disco debut Different Gear, Still Speeding como tema de inicio. El videoclip de la canción se estrenó el 26 de diciembre de 2010, mientras que el sencillo fue lanzado el 17 de enero de 2011 en vinilo de 7" e incluye un nuevo tema llamado "World Outside My Room".

## Video musical
El video musical de esta canción fue dirigido por Julian House y Julian Gibbs, el cual fue lanzado exclusivamente por la página web de la w NME en el 26 de diciembre de 2010, y el cual presenta a los miembros en directo Jeff Wootton y Matt Jones,  tocando para una audiencia en una localización sin determinar de Londres con una imaginería psicodélica El video del mismo a su vez, fue la primera vez que se oyó la canción

## Lista de canciones
| N.º | Título                  | Escritor(es)                          | Duración |  |
| 1.  | «Four Letter Word»      | Liam Gallagher, Gem Archer, Andy Bell | 4.29     |  |
| 2.  | «World Outside My Room» | Liam Gallagher, Gem Archer, Andy Bell | 4:51     |  |

## Listas
| Listas(2011)                         | Posición más alta |
| ------------------------------------ | ----------------- |
| UK Singles (Official Charts Company) | 114               |